# Tatiana Totmjanina
Tatiana Totmjanina (ry:Татьяна Тотьмянина), född 2 november 1981 i Perm, konståkare från Ryssland.
Hon tog guld i OS i Turin 2006 i paråkning, tillsammans med Maksim Marinin.